# یرکو مارینیچ کراگیچ
یرکو مارینیچ کراگیچ (کرواتی: Jerko Marinić Kragić؛ زادهٔ ۲۴ ژانویهٔ ۱۹۹۱) بازیکن واترپلو اهل کرواسی است.
وی در مسابقات کشوری و بین‌المللی در مجموع برندهٔ ۱ مدال نقره شده است.